# EPrix Punta del Este 2018
ePrix Punta del Este 2018 (formálně nazývána 2018 ABB Formula E CBMM Nobium Punta del Este ePrix) se konala dne 17. března 2018 a byla šestým závodem sezóny 2017/18 šampionátu Formule E. Zároveň byla tato ePrix třetí ePrix Punta del Este v historii. Závod se jel na okruhu Punta del Este Street Circuit v městě Punta del Este, v jihoamerické Uruguayi.
Závod na 37 kol vyhrál Jean-Éric Vergne z týmu Techeetah po startu z pole position. Na druhém místě dojel Lucas di Grassi z týmu Audi a na třetím jezdec týmu DS Virgin Racing Sam Bird. Nejrychlejší kolo závodu zajel José María López z týmu Dragon-Penske.

## Pořadí po závodě
Zdroj: 

### Pořadí jezdců
| +/– | Poř | Jezdec            | Body     |
| --- | --- | ----------------- | -------- |
|     | 1   | Jean-Éric Vergne  | 109      |
|     | 2   | Felix Rosenqvist  | 79 (–30) |
|     | 3   | Sam Bird          | 76 (–33) |
|     | 4   | Sébastien Buemi   | 52 (–57) |
|     | 5   | Nelson Piquet Jr. | 45 (–66) |

### Pořadí týmů
| +/– | Poř | Tým               | Body      |
| --- | --- | ----------------- | --------- |
|     | 1   | Techeetah-Renault | 127       |
|     | 2   | Mahindra          | 100 (–27) |
| 1   | 3   | Virgin-Citroën    | 93 (–34)  |
| 1   | 4   | Jaguar            | 86 (–41)  |
|     | 5   | e.Dams-Renault    | 59 (–68)  |